# Luis Alberto Costales

Unterschrift

Luis Alberto Costales Cazar (* 24. Dezember 1926 in Riobamba; † 1. Februar 2006 ebenda) war ein Dichter, Schriftsteller, Philosoph, Lehrer, Redner und ecuadorianischer Politiker.

## Leben
Er war Mitbegründer der Partei Izquierda Democrática und Mitglied von deren erstem Consejo Ejecutivo Nacional, der von Alfredo Buendia, Rodrigo Borja Cevallos, Teran Fidel Jaramillo, Efren Cocíos und anderen gebildet wurde. Die Partei, die ab 1986 zur ersten politischen Kraft Ecuadors geworden war, brachte Rodrigo Borja Cevallos bis ins Präsidentenamt.
Sein Geburtsort Riobamba ist durch seine Geschichte als die Wiege großer Männer, die maßgeblich zur Entwicklung der Gesellschaft beigetragen haben, bekannt geworden. Luis Alberto Costales gilt in der ecuadorianischen Gesellschaft als Beispiel für die Jugend mit seiner Verkörperung von hohen humanistischen und bürgerlichen Werten.

## Werke (Auswahl)
Zu seinen Werken gehören:
- Bucólicas y una Vida Simple (2005)
- Cuadernos Culturales (1978)
- Letras del Ateneo de Chimborazo (1984–1986)
- Sobre el Pomo de la Tierra (2005) (Auf dem Knopf der Erde)
- Exiliado en el verso (2009)